# Calathea fatimae
Calathea fatimae är en strimbladsväxtart som beskrevs av H.A.Kenn. och Marcelo. Calathea fatimae ingår i släktet Calathea och familjen strimbladsväxter. Inga underarter finns listade.